# Ekaterina Fetisova
Ekaterina Andreevna Fetisova (née le 3 janvier 2003) est une gymnaste rythmique ouzbèke. Elle est la championne du ballon des Championnats d'Asie 2021 et médaillée de bronze toutes catégories confondues. Elle a également remporté l'or par équipe et le bronze au cerceau lors des Championnats d'Asie 2019. Elle a représenté l'Ouzbékistan aux Jeux olympiques de la jeunesse d'été 2018 et aux Jeux olympiques d'été de 2020. Elle est la championne toutes catégories juniors asiatique de 2018.

## Carrière
Fetisova a commencé la gymnastique rythmique en 2008.

### Junior
Fetisova a participé aux Championnats d'Asie 2018 à Kuala Lumpur et a remporté la médaille d'or toutes catégories confondues dans la catégorie junior. Elle a ensuite représenté l'Ouzbékistan aux Jeux olympiques de la jeunesse d'été 2018 à Buenos Aires, en Argentine, et a terminé à la vingtième place lors du tour de qualification pour le concours général individuel. Elle a également terminé dixième lors de l'épreuve par équipe multidisciplinaire mixte.

### Senior
En 2019, Fetisova a obtenu le droit de participer à la compétition senior. Il a fait ses débuts aux Championnats du monde à Pesaro en 2019, où il a terminé quarante-cinquième au concours général individuel. Elle a ensuite terminé seizième au classement général lors de la Coupe du Monde de Tachkent, puis trente-septième lors de la Coupe du Monde de Bakou,. Lors des Championnats asiatiques de gymnastique rythmique 2019 qui se sont déroulés à Pattaya, en Thaïlande, elle a remporté la médaille d'or dans l'épreuve par équipe aux côtés de Sabina Tashkenbaeva et Nurinisso Usmanova, ainsi que la médaille de bronze lors de la finale du cerceau, derrière Zhao Yating et Adilya Tlekenova. En septembre, elle a participé à la Coupe du Monde de Kazan et a atteint sa première finale en Coupe du Monde, se classant septième au cerceau. Aux Championnats du monde 2019 à Bakou, en Azerbaïdjan, elle s'est qualifiée pour la finale du concours général individuel, où elle s'est classée vingtième avec un score total de 77,250. Elle a également contribué à la dixième place de l'Ouzbékistan lors de l'épreuve par équipe.
Fetisova s'est qualifiée pour la finale du ballon lors de la Coupe du Monde de Sofia 2021 et a terminé septième. Ensuite, lors de la Coupe du Monde de Tachkent, elle s'est classée huitième lors de la finale du cerceau. Aux Championnats asiatiques 2021 à Tachkent, Fetisova a remporté la médaille de bronze toutes catégories confondues, derrière Alina Adilkhanova du Kazakhstan et sa coéquipière Takhmina Ikromova. Elle a remporté la médaille d'or lors de la finale de l'épreuve du ballon, devant Adilkhanova.
Fetisova était initialement la remplaçante pour les Jeux olympiques de 2020 en raison de sa position générale lors des Championnats du monde 2019. Cependant, lorsque sa coéquipière Sabina Tashkenbaeva a été testée positive au COVID-19 quelques jours avant la compétition, Fetisova a pris sa place. Aux Jeux olympiques de 2020 à Tokyo, elle a terminé vingt-quatrième lors du tour de qualification pour le concours multiple individuel avec un score total de 75,500.
Fetisova a représenté l'Ouzbékistan aux Jeux mondiaux de 2022 à Birmingham, aux États-Unis, mais n'a pas réussi à se qualifier pour aucune des finales des épreuves.
À partir de 2023, elle participe en tant que gymnaste de groupe avec l'équipe ouzbèke.